# Пулемёт Джонсона
Пулемёт Джонсона — американский ручной пулемет разработанный в конце 1930-х годов Мелвином Джонсоном. У него был схожий принцип действия и множество аналогичных деталей от винтовки и автоматического карабина Джонсона.

## История
Ручной пулемет Джонсона M1941 был разработан бостонским юристом и капитаном резерва морской пехоты США Мелвином Джонсоном. Его целью было создать полуавтоматическую винтовку, которая превосходила бы M1 Garand. К концу 1937 года он спроектировал, построил и успешно испытал как полуавтоматическую винтовку, так и прототип легкого пулемёта. У обоих оружий есть значительное количество общих физических характеристик и деталей, и оба действовали по принципу короткого хода ствола c вращающимся затвором. Джонсон также взял детали от других орудий, в последствии заменив некоторые из них и создав ручной пулемет M1941.

## Конструкция
У пулемёта был изогнутый коробчатый магазин прикрепленный к левой стороне ствольной коробки. В фирменных брошюрах указан стандартный магазин на 20 патронов. Кроме того, оружие могло заряжаться обоймой в отверстие для выброса и одиночными патронами подаваемыми в казённик. Первоначально скорострельность регулировалась от 200 до 600 выстрелов в минуту. Было создано два образца: M1941 с деревянным прикладом и металлическими сошками и M1944 с трубчатым стальным прикладом и деревянным моноподом.
Конструкция предполагала, что силы отдачи будут перемещаться вместе с массой движущихся частей оружия по прямой линии к плечу наводчика. Хотя такая конструкция сводила к минимуму подъем дульного среза, прицелы пришлось разместить выше над каналом ствола.

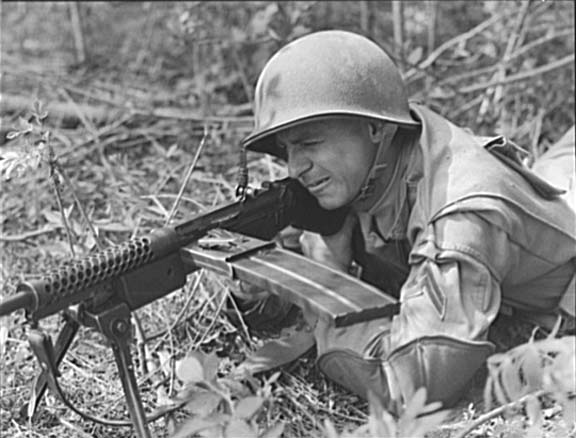
Капрал парамаринов США ведёт огонь из ручного пулемёта Джонсона образца 1941 года, 1943 год.

### Схожесть с FG 42
Оружие имеет много чего общего с немецким FG 42. Оба питаются с левой стороны и оба стреляют с открытого затвора в автоматическом режиме и с закрытого затвора в полуавтоматическом. Оба оружия было неудобно носить заряженными с боковым магазином; у Джонсона был особенно длинный и неудобный магазин. Оба оружия пытались решить схожие проблемы и приняли схожие решения.
На основе пулемёта Джонсона были созданы прототипы полуавтоматических винтовок с магазином на 20 патронов. Примером может послужить автоматический карабин Джонсона M1947. Также существовал вариант с ленточным питанием.

## Использование
Джонсон продавал небольшие партии своих пулемётов армии США и корпусу морской пехоты. Во время Второй мировой войны силы специального назначения войск союзников потребовали более портативную, легкую и точную автоматическую винтовку, которая обеспечивала бы убойную силу, эквивалентную американской BAR. В результате этот пулемет был адаптирован в качестве замены Браунинга для коммандос, действующих в тылу Оси. Первые силы специальной службы, в которых состояли канадские и американские мужчины (бригада дьявола) обменяли пластиковую взрывчатку для морской пехоты на 125 новых легких пулеметов Джонсона. Они использовались вместо «Браунингов», но по мере износа и потери в бою их заменили ими. Пулемёт джонсона также использовался армией и полицией Филиппин во время второй мировой войны при японской военной оккупации с 1942 по 1945 годы и в послевоенный период с 1945 по 1960-е годы, в том числе в ходе Хукбалахапского Восстания и в составе филиппинских экспедиционных войск в Корее (ПЕФТОК).

## Дальнейшая история создателя
Мелвин Джонсон продолжал разрабатывать стрелковое оружие. В 1955 году его попросила помочь компания Fairchild/ArmaLite в безуспешной разработке винтовки AR-10 в Министерстве обороны США. Затем он выступал в качестве защитника AR-15 в ArmaLite и компании Colt’s Manufacturing Company. Armalite в значительной степени полагалась на усилия Джонсона, и в AR-15 использовалась конструкция затвора, аналогичная конструкции затвора его пулемёта. Одной из последних послевоенных разработок Джонсона по производству огнестрельного оружия была версия карабина M1 Garand калибра 5,7 мм, он же «Спитфайр».

### Прототип жидкостного ракетного топлива
Также был разработан прототип, использующий гидразин для огнестрельного оружия без гильзы. Огнестрельное оружие было бы очень эффективным и практически эквивалентным по характеристикам обычному пороху, при этом предлагая улучшенные линии подачи. Основная проблема заключалась в долговечности герметичных уплотнений в полевых условиях, а также в токсичности вещества для пользователя.

## Израильская копия пулемёта

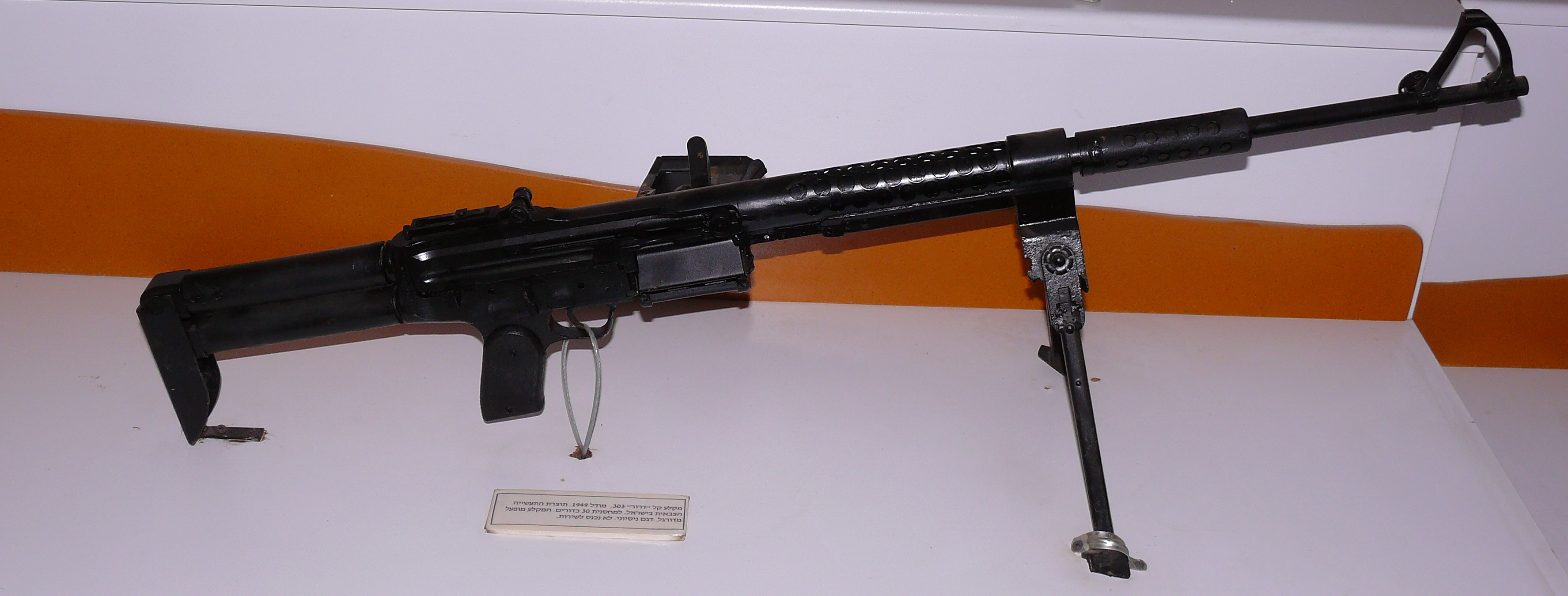
Израильская копия ручного пулемёта Джонсона, основанная на базе модели 1944 года.

Вскоре после Арабо-израильской войны 1948 года, группировка «Хагана» разработала точную копию РП Джонсона под названием Dror которая использовала патроны .303 British и 7,92 × 57 мм Маузер. Израильские силы обнаружили, что Дрор подвержен заклиниванию из-за попадания песка и пыли, и оружие было снято с производства после короткого периода службы. Примечательно, что Джонсон также использовался во время Кубинской революции.

## Страны-эксплуатанты
- Канада — Использовался канадскими силами специальной службы во время второй мировой войны.
- Малайзия — Использовался королевской полицией Малайзии, в данный момент сохранившиеся образцы выставлены в их же музее.
- Филиппины
- Великобритания
- США

### Негосударственные субъекты
- Движение 26 июля